# Georg von Ompteda

Georg von Ompteda

Georg Freiherr von Ompteda (* 29. März 1863 in Hannover; † 10. Dezember 1931 in München) war ein deutscher Schriftsteller und Übersetzer, der in Berlin, Dresden, Südtirol und München lebte. Er gehörte zu den meistgelesenen deutschsprachigen Autoren der Jahrhundertwende.

## Leben

### Jugend und militärische Karriere
Georg war ein Sohn von Wilhelm Freiherr von Ompteda (1832–1912), Hofmarschall im Königreich Hannover, und von Anna (1828–1908), Tochter von Ernst von Mangoldt (1798–1880), sächsischer Oberst und Landstallmeister. Der Bruder Otto von Ompteda (1864–1934) wurde sächsischer Generalleutnant, der Onkel Ludwig von Ompteda (* 1823) war preußischer Kammerherr bei der Kaiserin Victoria. Die Eltern heirateten 1880. König Georg V. von Hannover wurde Taufpate von Georg von Ompteda.
1866 folgte die Familie dem König nach der preußischen Annexion Hannovers nach Wien und lebte danach in Gmunden und Dresden.
Dort besuchte Georg von Ompteda das Vitzthunsche Gymnasium und anschließend das Kadettenhaus.
1862 kam er zum 1. Königlich-Sächsischen Königs-Husaren-Regiment Nr. 18 nach Großenhain. Nach dem Besuch der Kriegsschule in Engers am Rhein wurde Georg von Ompteda 1883 zum Leutnant befördert. Er absolvierte außerdem einen Kursus in der Militär-Reitschule in Dresden und gehörte weiter zum Husarenregiment in Großenhain.
Von 1889 bis 1892 besuchte er die Preußische Kriegsakademie in Berlin. In dieser Zeit veröffentlichte er seine ersten Bücher, allerdings mit einem Pseudonym. Nach einem Sturz vom Pferd im Jahre 1892 musste Georg von Ompteda seinen Abschied einreichen. Er wurde als Premierlieutenant a. D. (Oberleutnant) entlassen.

### Schriftsteller in Berlin und Dresden
Danach reiste er durch Dänemark, Skandinavien, Italien, die Schweiz und Frankreich.
1892 heiratete er die Französin Marie Florence Motard, deren Vater eine Kerzenfabrik in Berlin besaß.
Sie lebten zunächst in Berlin, wo Georg von Ompteda weitere Werke veröffentlichte. 1893 wurde der Sohn Serge geboren.
1895 zog die junge Familie nach Dresden, wo seine Eltern und sein Bruder wohnten. Er hielt sich seit dieser Zeit auch häufig in Innichen in Südtirol auf. 1901 ließ er sich dort ein luxuriöses Klammschlößl erbauen. Er war dort mit seiner Frau auch häufig viel in den Alpen unterwegs. 1897 wurde er zum Herzoglich-Altenburgischen Kammerherrn ernannt.

### Schriftsteller in Südtirol und München

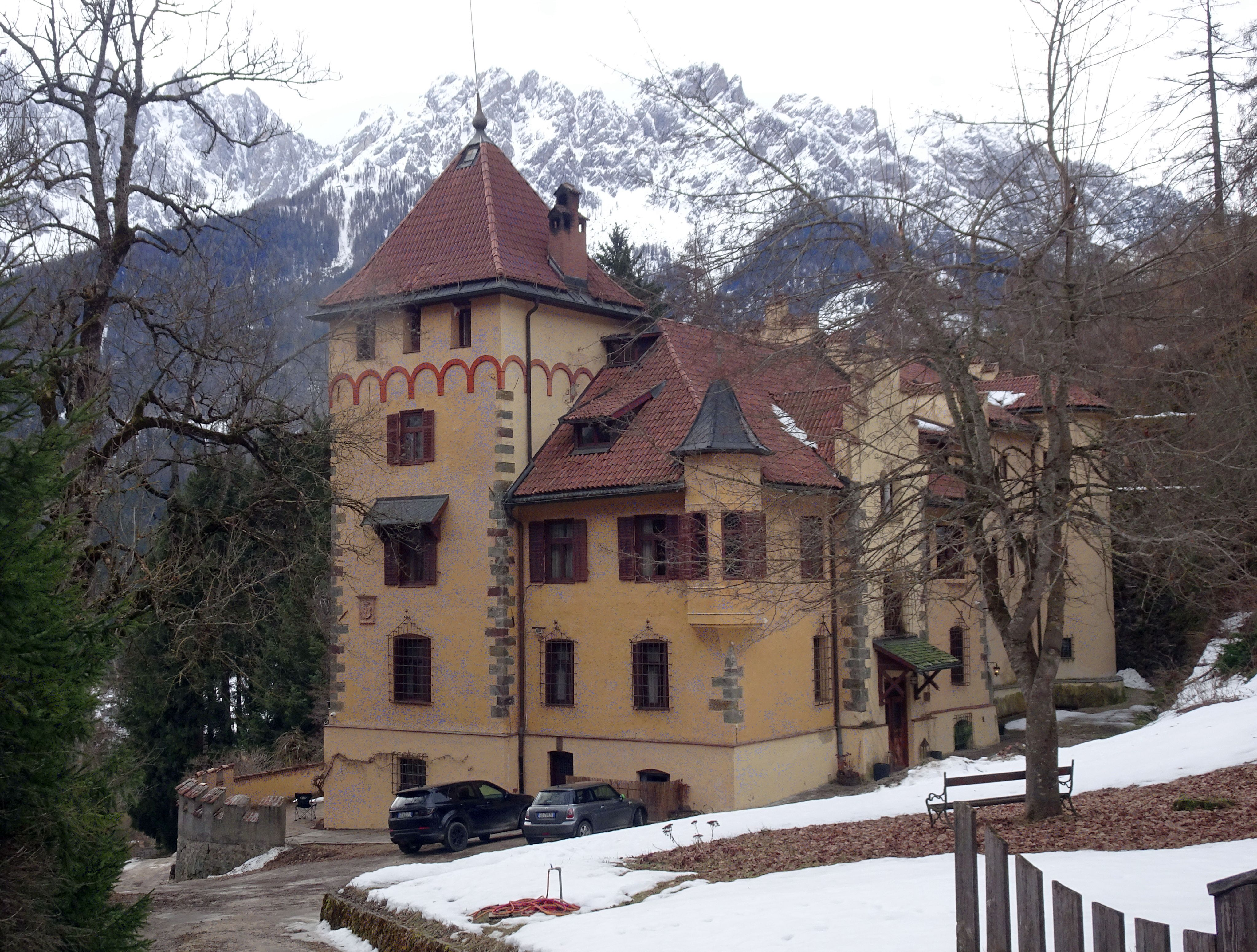
Klammschlößl bei Innichen

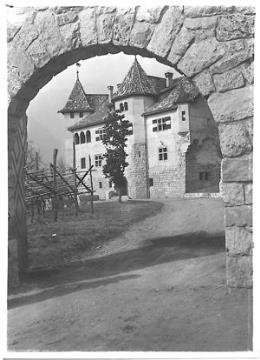
Stifterhof in Obermais (1912)

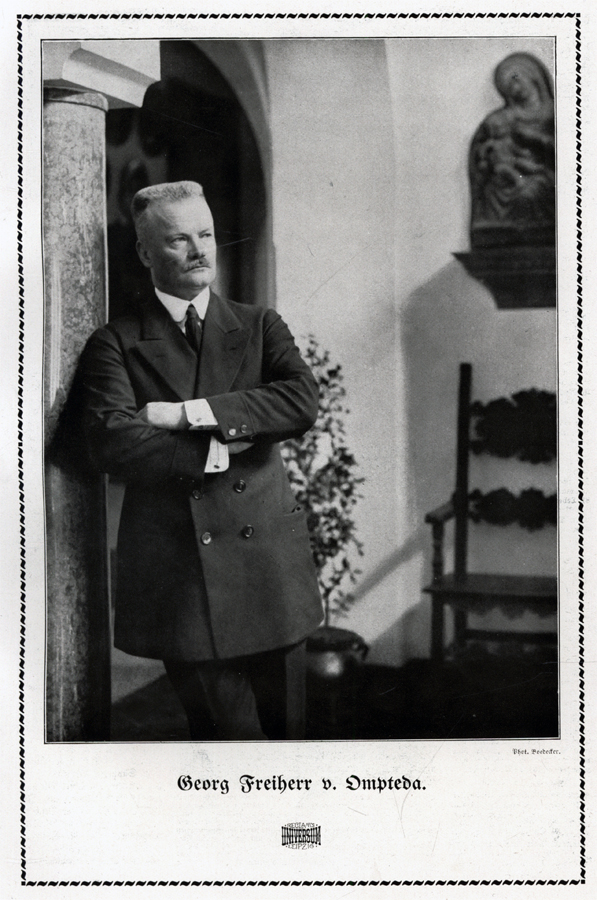
Georg von Ompteda, 1913

1903 verließ ihn seine Frau. 1904 zog Georg von Ompteda mit seinen Kindern auf das Klammerschlößl bei Innichen und heiratete erneut. Seit dieser Zeit gab er Meran in Südtirol als seinen Hauptwohnsitz an.
1910 verkaufte er das Klammschlößl und ließ sich in Obermais bei Meran den Ansitz Stifterhof in ähnlichem Stil nach Plänen von Adalbert Erlebach errichten.
Von Ende 1914 bis 1918 war Georg von Ompteda mitverantwortlicher Redakteur der Liller Kriegszeitung im besetzten Frankreich. Diese wurde die verbreitetste deutsche Feldzeitung im Ersten Weltkrieg. In dieser Zeit war er zeitweise auch in Dresden und wahrscheinlich in seinem Schlösschen bei Meran. Dort lebte er dann in den folgenden Jahren.
Ab etwa 1928 wohnte Georg von Ompteda in München, wo er 1931 starb. Er wurde auf dem Trinitatiskirchhof in Dresden bestattet.

### Nachlass und Gedenken
Von Georg Freiherr von Ompteda sind einige Handschriften und weitere Dokumente im Sächsischen Staatsarchiv und weiteren Archiven erhalten, darunter über 35 persönliche Briefe an den befreundeten Theaterdirektor Joachim Gans zu Putlitz in Stuttgart.
In München wurden der Omptedaplatz (1934) und die Omptedastraße (1967) nach ihm benannt.
Ansonsten sind keine weiteren Gedenkorte oder -tafeln für ihn bekannt.

### Ehen und Nachkommen
Georg von Ompteda war zweimal verheiratet. 1892 heiratete er Marie Florence Motard (1874–1964), eine Tochter des französischen Unternehmers in Berlin Charles Eugène Motard (1840–1930). Sie hatten zwei Söhne
- Serge Ernst August Freiherr von Ompteda (1893–nach 1941), besuchte das Vitzthumsche Gymnasium, studierte in München Rechte, 1914 als Offiziersstellvertreter Eisernes Kreuz[21], später Leutnant im 1. Sächsischen Reiterregiment, danach Besitzer bzw. seit 1923 Anteilseigner der A. Motard & Co. AG in Berlin aus dem Familienbesitz mütterlicherseits[22]
- Christian Freiherr von Ompteda (1898–nach 1914), im Husaren-Regiment Nr. 18

1904 wurde diese Ehe geschieden. Georg von Ompteda heiratete danach erneut und lebte seitdem in Meran in Südtirol.

## Schriftstellerisches Wirken

### Entwicklung
Georg von Ompteda veröffentlichte seit 1889 erste Gedichte und Novellen, noch während seiner Ausbildung an der Kriegsschule in Berlin und unter Pseudonym. Diese waren stark an Guy de Maupassant angelehnt, besonders in der genauen Beschreibung von Personen und in der offenen Darstellung von Liebesbeziehungen. Es folgten dann erste Romane, Schauspiele und weitere Novellen.
Seit 1897 beschrieb er in einer Romantrilogie kritisch die Situation des Adels im Deutschen Reich, der sich meist an überkommene Privilegien und Besitztümer klammerte und auf die neue Entwicklung einer stärker ökonomisierten Gesellschaft nicht angemessen reagieren konnte. Georg von Ompteda propagierte dabei ein neues Adelsethos, das sich durch mehr eigene wirtschaftliche Aktivitäten und durch ethisch vorbildhaftes Verhalten auszeichnen sollte.
Besonders der zweite Band Eysen erhielt eine große Aufmerksamkeit und war 1900 das meistgefragteste Buch in deutschsprachigen Bibliotheken.
In der gleichen Zeit von 1898 bis 1903 übersetzte Georg von Ompteda due Gesammelten Werke von Guy de Maupassant in zwanzig Bänden. Dabei unterstützte ihn seine junge Frau Marie-Florence Motard wahrscheinlich maßgeblich, sie wurde aber in den Büchern nicht erwähnt.
Danach schrieb Georg von Ompteda zahlreiche weitere Romane und Erzählungen zu verschiedenen Themen, darunter aus dem Militärleben und Gesellschaftsbeschreibungen, die allerdings meist unterhaltenden Charakter hatten.
Ein häufigeres Thema war Südtirol mit seinen Bergen, seinen Menschen und seiner Geschichte, darunter vor allem Excelsior! (1909) und Es ist Zeit. Tiroler Aufstand 1809 (1921).

„Er hat das deutsche alpine Schrifttum um wertvolle Bergsteigerromane bereichert, unter denen „Exzelsior“ besonders hervorragt, ja als der alpine Roman bezeichnet wurde.“

### Stil
Georg von Ompteda schrieb meist in einem sehr emotionsarmen und sachlichen Stil, fast wie eine Dokumentation. Dieses wurde von verschiedenen zeitgenössischen Rezensenten kritisch angemerkt, die sich etwas mehr innere Belebung wünschten.
Gelobt wurden dagegen vielfach die sehr treffenden, oft kurzen Beschreibungen von Personen und Lebenseinstellungen.

„Er kann Menschen sichtbar hinstellen, auch eine spannende Handlung erfinden, schreibt ein vornehmes, nur etwas farbloses Deutsch, und wenn er trotzdem nicht recht erwärmt, so liegt das in der nicht genügend ausgiebigen Ader der Menschengestaltung.“

„Ompteda ist vielleicht unter allen deutschen Romandichtern der beste Beobachter des Alltäglichen. Sein Blick für allgemeine Züge, Gewohnheiten, überhaupt für das Typische, ist ganz eminent. Seine Schilderungen zeichnen sich durch eine oft geradezu verblüffende Wirklichkeitsnähe aus, durch strenge Sachlichkeit. Er vermeidet ebenso sorgfältig das Schönfärben wie das Karikieren.
Aber diese Objektivität geht so weit, daß etwas dabei zu kurz kommt, was wir am Kunstwerk doch sehr ungern vermissen: die Persönlichkeit. Die gar zu klaren und ruhigen – um nicht zu sagen nüchternen – Beobachter-Augen Omptedas sehen etwas zu wenig ‚a travers d’un temperament‘. (...) Ompteda liebt das Gemäßigte, Gehaltene, Diskrete. Überall setzt er viel lieber einen Dämpfer auf als eine zu grelle Farbe. Seine Motive sucht er im Normalen, im Durchschnittswesen. Das Alltägliche interessiert ihn mehr als das Außergewöhnliche. (...)“

Von Leserinnen wurde mehrfach verwundert gefragt, wie sich ein männlicher Schriftsteller so gut in die Seele einer Frau oder eines Kindes hineinversetzen könne.

### Resonanz
Einige Werke von Georg Ompteda wurden viel gelesen. Der kritische Adelsroman Eysen (der Trilogie Deutscher Adel um 1900) war im Jahr 1900 das meistgefragteste Buch in deutschsprachigen Bibliotheken überhaupt, im folgenden Jahr 1901 das zweitgefragteste. Der dritte Band der Trilogie Cäcilie von Sarryn kam 1902 auf den dritten Rang, Heimat des Herzens 1905 auf den sechsten und Herzeloide 1906 auf den achten Rang.
Die höchsten Auflagezahlen erhielten der Erzählband Der Major. Ein Weihnachtsabend. Das Schützenfest (1905) mit über 100.000 Exemplaren (vertrieben durch einen Volksbildungsverein am Ende des Ersten Weltkriegs) und der Alpenroman Excelsior! (1909) mit etwa 43.000 Exemplaren, was im Vergleich zu anderen Autoren in dieser Zeit nicht besonders hoch war. Allerdings brachte die Gesamtzahl von über 55 Einzelbuchveröffentlichungen innerhalb von über 40 Jahren insgesamt doch eine größere Verbreitung.
Es gab nur wenige Übersetzungen seiner Bücher in andere Sprachen und keine einzige Verfilmung. Von zeitgenössischen Literaturrezensenten wurden einige seiner Werke verhalten gelobt.
In der Gegenwart sind sein Werke und seine Name weitgehend unbekannt, es gibt kein Buch, dem jetzt noch ein größeres Interesse entgegengebracht wird.
Nur seine Übersetzungen der gesammelten Werke von Maupassant wurden mehrfach neu aufgelegt und bis in die Gegenwart öfter verkauft.

## Beschreibung seiner Persönlichkeit
Die Schriftstellerin Dora Duncker besuchte Georg Freiherr von Ompteda 1893/94 in seiner Berliner Wohnung  und beschrieb ihn so

„(...) aber das entzückende Märchenheim, in das ich kam, übertraf alle meine Erwartungen. In diesen, mit dem feinsten Geschmack und dem vornehmsten Luxus ausgestatteten Räumen läßt sich gut dichten, da eilt die Wirklichkeit der Phantasie voraus. //
Ompteda ist eine elegante, sympathische Erscheinung, der man den Offizier sofort ansieht; und doch hält er sich fern von jeder Arroganz und jedem Standesdünkel, in jeder Unterhaltung bleibt er der liebenswürdige, gemütvolle Plauderer, als welcher er uns in seinen Novellen entgegentritt. //
Ich brachte das Gespräch auf eine Novellette, eine wundervoll warm empfundene Studie, die ich unlängst von ihm gelesen hatte; ich suchte zu erforschen, woher er dies innige Verständnis für das Wesen des kleinen Kindes, für das Seelenleben der jungen Mutter habe. Er entschuldigte sich auf ein Weilchen und verließ das Zimmer; nach wenigen Augenblicken kehrte er zurück – statt jeder Erklärung führte er mir seine reizende junge Frau zu, die ein allerliebstes Baby auf dem Arm trug.“

## Werke (Auswahl)

### Romane, Novellen, Schauspiele, Gedichte und Reiseführer
Die meisten Werke erschienen in mehreren Auflagen, die jeweils etwa 1.000 Exemplare umfassten. Die Bibliographie ist bis 1921 weitgehend vollständig.
- Von der Lebensstraße und andere Gedichte. Friedrich, Leipzig 1889 (Digitalisat), als Georg Egestorff
- Freilichtbilder. Novellen und Skizzen. F. Fontane, Berlin 1891, als Georg Egestorff
- Die Sünde. Geschichte eines Offiziers. Fontane, Berlin 1891 (Digitalisat Digitalisat), als Georg Egstorff
- Drohnen. Moderner Roman. Fontane, Berlin 1892 (Digitalisat)
- Vom Tode, Novellen, 1893 Digitalisat
- Unter uns Junggesellen. Freie Geschichten. Fontane, Berlin 1894 (Digitalisat)
- Nein.  Schauspiel, 1894 (Typoskript, Landesarchiv BW)
- Rigmor, Schauspiel, 1895 (Typoskript, Landesarchiv BW)
- Nach dem Manöver, Schauspiel, Entsch, Berlin, 1895 (Typoskript), Uraufführung 1895 Lessingtheater Berlin[35]; weitere Aufführungen 14. Oktober 1896 Königliches Theater Hannover, danach drei weitere Aufführungen[36]
- Unser Regiment. Ein Reiterbild. Fontane, Berlin 1895 (Digitalisat)
- Die sieben Gernopps. Eine lustige Geschichte, 1895
- Leidenschaften. Männliche weibliche sächliche Geschichten, 1896 Digitalisat
- Deutscher Adel um 1900 [Romantrilogie:] 1897–1902
  - 1. Sylvester von Geyer. Ein Menschenleben. 2 Bände, Fontane, Berlin 1897, 26. Auflage 1921
  - 2. Eysen. 2 Bände Fontane, Berlin 1899, 18. Auflage 1921
  - 3. Cäcilie von Sarryn. Aus einem armen Leben. 2 Bände, Fontane, Berlin 1902
- Der Zeremonienmeister. Roman. Fontane, Berlin 1898
- Weibliche Menschen, 1898 Digitalisat
- Eheliche Liebe. Schauspiel. Fontane, Berlin 1898, Uraufführung 1898 Lessingtheater Berlin[37]
- Philister über uns! Das Leiden eines Künstlers, Roman, 1899
- Wörth. 1870er Kriegsscenen, in Das deutsche Jahrhundert, Reclam, Leipzig [1899], Neuausgabe 1925 (mit drei weiteren Autoren); Aufführungen 27. Dezember 1900 Ratibor (Schlesien), 29. Dezember Elbing (Westpreußen), 31. Dezember Zittau (Sachsen), 1. Januar 1901 Bromberg (Posen), 11. Januar Berliner Theater[38].
- Lust und Leid, Novellen, 1900
- Monte Carlo, Roman, 1900, 8. Auflage 1911
- Die Radlerin. Geschichte zweier Menschen, 1900
- Maria da Caza. Roman. Ullstein & Co, Berlin-Wien 1901
- Das schönere Geschlecht. Novellen. Fontane, Berlin 1902 Digitalisat
- Gottesurteil, in der Illustrierten Unterhaltungsbeilage der Zeitung Der Tag, 1902, Fortsetzungsroman
- Traum im Süden, Novelle, 1902
- Aus großen Höhen. Alpenroman. Fleischel, Berlin 1903  (Digitalisat); polnisch Na wyżynach, Lwów 1926
- Nerven, Novellen, 1903
- Denise de Montmidi. Roman. Fleischel, Berlin 1904 (Neuausgabe)
- Heimat des Herzens, Roman, 1905
- Herzeloide. Roman. Fleischel, Berlin 1905 (Digitalisat), 25. Auflage 1921[39]
- Der Major. Ein Weihnachtsabend. Das Schützenfest, Volksbildungsverein Wiesbaden, 1905, 100.–120. Tausend 1918
- Ein Glücksjunge, Roman, 1906, 9. Auflage, 1907
- Normalmenschen. Roman. Fleischel, Berlin 1906
- Die am ersten Tage, Roman, 1907
- Unser Regiment. Ein Reiterbild, 1908
- Alpine Unglücksfälle. In: Velhagen & Klasings Monatshefte. 2, 11, August 1908, S. 816–832
- Droesigl. Roman. Fleischel, Berlin 1909, vorher in Die Woche, 1908, Nr. 39ff. Auszüge
- Excelsior! Ein Bergsteigerleben. Fleischel, Berlin 1909 (Digitalisat); 27. Auflage, Fleischel, Berlin 1921; 42.–43. Tausend, Deutsche Verlags-Anstalt Stuttgart 1930
- Benigna. Leben einer Frau. Fleischel, Berlin 1910
- Karlsbad der Weltkurort, Karlsbad, 1910, Ortsbeschreibung
- Herbst und Frühling in Südtirol. Bozen-Gries, Meran, Riva-Torbole, Arco, Landesverkehrsrat in Tirol, Innsbruck [um 1911] Digitalisat, Landschaftsbeschreibung, Reiseführer[40]
- Die Tochter des großen Georgi. Theaterroman. Fleischel, Berlin 1911, vorher in Berliner Illustrirte Zeitung, ab April 1911, Fortsetzungsroman
- Margret und Ossana, Roman, 1911, Neuauflage 1937
- Prinzess Sabine, Historischer Roman. Fleischer, Berlin 1911
- Der zweite Schuss, Roman, 1912
- Der Venusberg. Novellen. Fleischel, Berlin 1912

- Die Tafelrunde. Reinheit. Zwei Novellen. Fleischel, Berlin 1913 (Digitalisat), Neuausgabe 2011
- Wörth, Einakter, 1914 (Typoskript, Landesarchiv BW)
- Der Skandal, Roman, 1914
- Das alte Haus, Roman, 1914
- Alle neune, Erzählungen, 1916
- Sachsen im Felde, Scherl, Berlin, 1916
- Der Hof in Flandern, Roman, 1917

- Der neue Blaubart, Fleischel, Berlin, 1919
- Es ist Zeit. Tiroler Aufstand 1809, Deutsche Verlags-Anstalt, Stuttgart, 1921, 10.–15. Tausend 1921

- Ernst III. Roman. Deutsche Verlags-Anstalt, Stuttgart 1925 (Neuausgabe 2017)
- Das Blut, Novelle, Weltgeist-Bücher, Berlin 1926
- Der jungfräuliche Gipfel. Roman. Deutsche Verlags-Anstalt, Stuttgart 1927

- Sonntagskind, Jugendjahre eines Glücklichen. Deutsche Verlags-Anstalt, Stuttgart 1929, Autobiographie, über seine Jugendjahre bis zum Ende der Armeezeit
- Li von Dax. Roman, Berlin 1929, danach auch Wien, 1931
- Die kleine Zinne. Roman aus den Bergen. Ullstein, Berlin 1931
- Die schöne Gräfin Cosel. Roman einer Geliebten Augusts des Starken. Deutsche Verlags-Anstalt, Stuttgart 1932
- Bergkrieg, Esser, Berlin 1938

### Übersetzungen
- Ossit (Madeleine Deslandes), Ilse, 1897, 3. Auflage 1925
- Guy de Maupassant, Gesammelte Werke, 20 Bände, 1897–1903 Digitalisate, mehrere Neuauflagen bis in die Gegenwart[41]

### Herausgeberschaft
- Liller Kriegszeitung. Auslese aus Nummern 1–40, 1915, mit Paul Oskar Höcker